# Troy Donahue
Troy Donahue, właściwie Merle Johnson Jr. (ur. 27 stycznia 1936 w Nowym Jorku, zm. 2 września 2001 w Santa Monica) – amerykański aktor telewizyjny i filmowy, piosenkarz.

## Życiorys

### Kariera
Urodził się w Nowym Jorku jako syn emerytowanej aktorki scenicznej i kierownika działu filmowego General Motors. Był studentem dziennikarstwa na Columbia University, kiedy zaczął grać w produkcjach filmowych. Zadebiutował w dramacie Man Afraid (1957) u boku George’a Nadera, a w 1959 roku podpisał kontrakt z Warner Bros., który wypromował go w melodramacie A Summer Place (1959) w roli Johnny’ego Huntera, za którą otrzymał Złoty Glob jako obiecujący aktor. Był wkrótce nastoletnią sympatią, jego blond włosy i niebieskie oczy często pojawiają się na okładkach magazynów filmowych. Jego najbardziej udanym filmem był dramat Parrish (1961), który przedstawiał historię konfliktu między młodym, niezależnie myślącym Parrishem McLeanem a ojczymem (Karl Malden), bezwzględnym magnatem tytoniowym. Kilka lat po premierze filmu, jego kariera zaczęła upadać. Pojawił się tylko w kilku filmach telewizyjnych w połowie lat 60. i wystąpił w niewielkiej roli w kinowym filmie Francisa Forda Coppoli Ojciec chrzestny II (1974), gdzie nazwisko jego bohatera, Merle Johnson, było w rzeczywistości jego prawdziwym nazwiskiem. Jego późniejsze filmy trafiały niemal wyłącznie na rynek wideo, np. niskobudżetowa komedia Naczynie rozkoszy (Sexpot, 1990) z Randym Spearsem czy Nagość wymagana (Nudity Required, 1990) z Julie Newmar.

### Życie prywatne
Był cztery razy żonaty i miał jedno dziecko. 5 stycznia 1964 w Beverly Hills ożenił się z aktorką Suzanne Pleshette, z którą rozwiódł się dziewięć miesięcy później, w tym samym roku. 21 października 1966 Dublinie w Irlandii poślubił aktorkę Valerie Donahue Allen, byli w separacji od kwietnia 1967, ona złożyła pozew o rozwód w kwietniu 1968, oskarżając go o okrucieństwo, rozwiodła się 16 listopada 1968. Trzecie jego małżeństwo było z sekretarką Almą Sharpe. Pobrali się 15 listopada 1969 roku w Roanoke, Virginia, a rozwiedli się w roku 1972. 3 marca 1979 zawarł czwarte i ostatnie małżeństwo z deweloperką Vicki Taylor, z którą się rozwiódł w roku 1981. W ostatnich latach, był w długotrwałym związku z mezzosopranistką Cao Zheng, z którą mieszkał w Santa Monica, w Kalifornii. Miał syna Seana, z kobietą, z którą miał krótką relację w 1969; dowiedział się o istnieniu syna w 1980, kiedy spotkał ponownie tę kobietę.
30 sierpnia 2001 doznał ataku serca i został przyjęty do Saint John’s Health Center w Santa Monica. Tam zmarł dwa dni później, 2 września, w wieku 65 lat.

## Wybrana filmografia
- 1957: Człowiek o tysiącu twarzy (Man of a Thousand Faces) jako asystent reżysera w Bullpen
- 1957: The Monolith Monsters jako Hank Jackson
- 1958: Letnia miłość (Summer Love) jako Sax Lewis
- 1958: Wymarzony urlop (The Perfect Furlough) jako sierżant Nickles
- 1958: Potwór na kampusie (Monster on the Campus) jako Jimmy Flanders
- 1959: Zwierciadło życia (Imitation of Life) jako Frankie
- 1961: Parrish jako Parrish McLean
- 1961: Susan Slade jako Hoyt Brecker
- 1967: Rakietą na księżyc (Jules Verne's Rocket to the Moon) jako Gaylord
- 1968: Ironside jako ojciec Dugan
- 1970: The Secret Storm jako R.B. Keefer
- 1974: Ojciec chrzestny II (The Godfather Part II) jako Merle Johnson
- 1980: Statek miłości (The Love Boat) - odc. „Tell Her She's Great...” jako pan Clark
- 1983: Malibu (TV) jako Clint Redman
- 1983: Blaszany bohater (Tin Man) jako Lester
- 1984: Grandview, U.S.A. jako Donny Vinton
- 1989: Doktor obcy (Dr. Alien) jako dr Ackerman
- 1990: Naczynie rozkoszy (Sexpot) jako Phillip
- 1990: Beksa (Cry-Baby) jako pan Malnorowski, ojciec Mony 'Hatchet-Face'
- 1990: Omega Cop jako Slim